# Puria
Puria è una frazione del comune italiano di Valsolda.

## Storia
Puria è un piccolo centro abitato di antica origine, appartenente alla pieve di Valsolda.
Nell'antichità, Puria era dotato di mura e costituiva un crocevia di strade e mulattiere provenienti da Castello, da Bré, dall’alto Luganese e dalle valli Sanagra, Cavargna, Colla e Rezzo (attraverso il Passo Stretto). A Puria si registrò il ritrovamento del cosiddetto “Tesoretto dell’imperatore Maurizio”, consistente in una serie di monete bizantine risalenti alla fine del VI secolo.
Durante la dominazione spagnola il municipio, come tutti gli altri della valle, disponeva di poteri limitati dato che esigenze pratiche di vita comune avevano fatto sì che la gran parte delle funzioni pubbliche fosse gestita in comune dal consiglio generale della Valsolda. In età napoleonica, anno 1805, il comune di Puria coi suoi 188 abitanti fu soppresso e aggregato al limitrofo comune di Albogasio, recuperando l'autonomia nel 1816, in seguito all'istituzione del Regno Lombardo-Veneto.
Nel 1853 aveva 237 abitanti, all'unità d'Italia nel 1861 Puria ne contava 240. Il comune di Puria coi suoi 302 residenti venne soppresso nel 1927, e fuso ai comuni di Albogasio, Castello Valsolda, Cressogno, Dasio e Drano, formando il nuovo comune di Valsolda.
Vi nacquero i pittori Domenico Pezzi e Pellegrino Tibaldi.

## Monumenti e luoghi d'interesse

### Architetture religiose

#### Parrocchiale di Santa Maria Assunta
La chiesa di Santa Maria Assunta a Puria, elevata a sede parrocchiale nel 1604, fu riedificata nei secoli XVI e XVII sulla base di una precedente costruzione in stile romanico attestata nella pieve di Porlezza nel XIII secolo.
Il progetto della facciata e della cupola sono attribuiti a Pellegrino Tibaldi, nativo di Puria (una lapide nel mezzo del pavimento della navata lo vorrebbe sepolto nella chiesa), al quale si attribuiscono anche gli arconi che, all'interno, sono addossati alle pareti laterali. Di Puria erano anche i fratelli Pozzi, autori della pala dell'altar maggiore e gli affreschi delle volte del presbiterio e del transetto destro. Varcato l'ingresso, la controfacciata ospita un organo con, ai lati, l'affresco di due angeli in rilievo. La cupola è invece dipinta con affreschi settecenteschi che danno un effetto d'illusione prospettica. Allo stesso secolo risalgono gli stucchi che ornano la parte interna della cupola.
Sul lato destro della navata trovano posto cappella di Sant’Eurosia e il confessionale degli uomini, il quale ospita l'affresco di una Trinità, eseguito su commissione del Tibaldi e strappato dal muro esterno meridionale che un tempo si affacciava sul cimitero. Sul lato opposto, oltre a un dipinto ai Santi Sebastiano e Rocco, si trova la cappella di Sant'Antonio Abate, la quale ospita una statua di San Lucio e un affresco che ritrae San Pietro da Verona poco prima del suo assassinio da parte di un sicario assoldato dal signore del castello di Albogasio.
Il transetto ospita una cappella che contiene una serie di dipinti Seicenteschi realizzati in seguito alla canonizzazione di Carlo Borromeo: Attentato a San Carlo, San Carlo in preghiera davanti al Sacro Chiodo e La Valsolda omaggia San Carlo.

#### Chiesa di San Pietro
A Puria si trova anche la chiesetta di San Pietro, risalente al 1840.

### Altro
Nel cortile della casa dei Costa vi è un affresco raffigurante l'Adorazione dei Magi.